# Бринкман, Дирк
Дирк Бринкман (нем. Dirk Brinkmann, 2 октября 1964, Дуйсбург, ФРГ) — немецкий хоккеист (хоккей на траве), полевой игрок. Двукратный серебряный призёр летних Олимпийских игр 1984 и 1988 годов.

## Биография
Дирк Бринкман родился 2 октября 1964 года в немецком городе Оснабрюкк.
Играл в хоккей на траве за «Уленхорст» из Мюльхайма-ан-дер-Рур. В его составе несколько раз выиграл чемпионат ФРГ и Кубок европейских чемпионов. В 1987 году стал чемпионом страны по индорхоккею.
В 1982 году в составе юниорской сборной ФРГ выиграл чемпионат мира в Куала-Лумпуре.
В 1984 году вошёл в состав сборной ФРГ по хоккею на траве на летних Олимпийских играх в Лос-Анджелесе и завоевал серебряную медаль. Играл в поле, провёл 3 матча, мячей не забивал.
В 1986 году завоевал бронзовую медаль чемпионата мира, в 1987 году — чемпионата Европы.
В 1988 году вошёл в состав сборной ФРГ по хоккею на траве на летних Олимпийских играх в Сеуле и завоевал серебряную медаль. Играл в поле, провёл 7 матчей, мячей не забивал.
В индорхоккее дважды выигрывал чемпионат Европы в 1984 и 1988 годах.
В 1987—1995 годах провёл за сборную ФРГ и Германии 115 матчей, в том числе 97 на открытых полях, 18 в помещении.

## Семья
Мать Дирка Бринкмана Маргрет Крайенберг занималась теннисом, была чемпионкой ФРГ в парном разряде.
Старший брат Марк Бринкман и младший брат Томас Бринкман (род. 1968) также играли в хоккей на траве за «Уленхорст». Томас Бринкман выступал за сборную ФРГ, в 1988 году стал серебряным призёром летних Олимпийских игр в Сеуле.